# Tratado de Viena (1866)
El Tratado de Viena de 1866 fue un acuerdo firmado el 3 de octubre de 1866 y ratificado el 12 de octubre por el Reino de Italia y el Imperio austríaco que puso fin a las hostilidades de la tercera guerra de Independencia italiana, teatro de la concurrente guerra austro-prusiana. El tratado confirmó los términos del Armisticio de Cormons del 12 de agosto, que resultó en la transferencia de Venecia y la mayor parte de Friuli al Imperio francés, quien luego entregó la región a Italia después del consentimiento de los habitantes mediante un referéndum. Esto representó la división final del Reino de Lombardía-Venecia gobernado por los Habsburgo, ya que la mitad lombarda había sido cedida al Reino de Cerdeña en el anterior Tratado de Zúrich de 1859. El tratado obligó al gobierno austríaco a reconocer la soberanía del nuevo Reino italiano. Esto, junto con la derrota prusiana de Austria, hizo evidente el declive de la monarquía de los Habsburgo como gran potencia. El tratado también marcó el ascenso de Italia como sexta gran potencia de Europa.